# 斯洛維尼亞科學與藝術學院
斯洛維尼亞科學與藝術學院是斯洛維尼亞的國立科學與藝術研究機構，聚集了斯洛維尼亞的頂尖研究和藝術人才。斯洛維尼亞科學與藝術學院成立於1938年，總部位於斯洛維尼亞首都盧比安納。學院最多有60名會員和30名準會員，分為歷史、社會科學；哲學、文學；數學、物理學、化學、工學；自然科学；藝術；醫學六個領域。

## 外部連結
- Official website （页面存档备份，存于）
- 维基共享资源上的相關多媒體資源：斯洛維尼亞科學與藝術學院